# Entophlyctis texana
Entophlyctis texana är en svampart som beskrevs av Karling 1941. Entophlyctis texana ingår i släktet Entophlyctis och familjen Endochytriaceae.   Inga underarter finns listade i Catalogue of Life.